# Danne Dahlin
Dan-Erik Pelé Dahlin, vanligen Danne Dahlin, född 23 april 1987 i Itabuna, Bahia, Brasilien, är en svensk skådespelare, dansare och koreograf.

## Biografi
Danne Dahlin har gått på Kungliga Svenska Balettskolan 2003–2006 samt en kompletterande skådespelarutbildning på Teaterhögskolan i Stockholm 2015. Han vann  juniorvärldsmästerskapet i hiphopdans samt USM i simhopp på enmeterssvikten år 2000. Som dansare vann han även tittarnas pris i den svenska finalen till Eurovisionstävlingen för unga dansare 2005. Han har varit verksam vid teatrar och kompanier runt om i Europa, bland annat It Dansa i Barcelona, Linnahall i Tallinn samt turnerat internationellt. Väl tillbaka i Sverige har han medverkat i uppsättningar på Dansens hus 2005, Dalhalla 2006, Göteborgsoperan 2011, Moderna museet 2012, Stockholms stadsteater 2012–2013 och Unga Klara 2015.

## Roller i urval
| År   | Roll           | Produktion              | Regi                 | Teater                   |
| ---- | -------------- | ----------------------- | -------------------- | ------------------------ |
| 2006 | Tyrone Jackson | Fame the Musical        | Juri Nael            | Linnahall                |
| 2006 | Momo           | Pippi Långstrump        | Marko Matvere        | Linnahall                |
| 2011 | Indio          | West Side Story         | Stina Ancker         | Göteborgsoperan          |
| 2012 | Ensemble       | De Tre Musketörerna     | Alexander Mørk-Eidem | Stockholms stadsteater   |
| 2013 | Anxious        | West Side Story         | Ronny Danielsson     | Stockholms stadsteater   |
| 2015 | "B"            | De jag egentligen är    | Gustav Deinoff       | Unga Klara               |
| 2016 | Dansare        | Jazzkatter              | Anna Vnuk            | Kulturhuset Stadsteatern |
| 2018 | Paul m.fl.     | Katitzi Katarina Taikon | Mia Winge            | Kulturhuset Stadsteatern |

## Utmärkelser & Stipendier
- Tittarnas pris i Eurovisionstävlingen för unga dansare sverigefinal-05
- Junior Världsmästare i hiphopdans-00 och 01
- Mottog Carina Ari stipendiet- 05 och 06
- Mottog Per Jonssons stipendiet- 06